# Berne (New York)
Pour les articles homonymes, voir Berne (homonymie).
Berne est une localité du comté d'Albany, dans l’État de New York, aux États-Unis.

## Histoire
C’est avant 1750 que les premiers colons s’installent. À l’époque, ce lieu se nomme Beaver Dam (aussi orthographié Beaverdam), « le barrage du castor ».
La ville de Berne (orthographiée d’abord « Bern ») est fondée en 1795. Elle faisait partie avant cela de la cité de Rensselaerville. En 1822, la moitié nord de Berne devient la ville de Knox.